# Dodabetta conigera
Dodabetta conigera is een hooiwagen uit de familie Assamiidae.